# Московский дом землячеств
Моско́вский дом земля́честв — государственное учреждение регионального значения, расположенное в Алтуфьевском районе Москвы, Россия.

## История
Местом размещения Дома выбрано здание бывшего кинотеатра «Марс». Это типовое сооружение для массового показа кинофильмов было построено в 1964, закрыто в 1990-х.